# يابس روني ملايفاني
يابس روني ملايفاني (بالإندونيسية: Yabes Roni Malaifani)‏ (6 فبراير 1995 بجزيرة ألور في إندونيسيا - ) هو لاعب كرة قدم إندونيسي في مركز الهجوم. لعب مع بالي يونايتد.